# Ravigoté
La Ravigoté è un tipo di salsa verde tipico della cucina francese, con capperi, prezzemolo, cerfoglio, dragoncello, scalogno o cipolla tritata

## Storia
Il nome di questa salsa deriva dal verbo "revigoter", che significa "rinvigorire"
La Ravigote è una delle salse piccanti o speziate della cucina del XVII secolo, insieme alla remoulade, alla poivrade e alla salsa piquante (all'italiana). Vincent La Chapelle (1733) fornisce cinque versioni di “salsa in Ravigotte”, tra cui due con acciughe e una “à la bourgeoise” con tartufi In Menon (1748), sono intercambiabili tartare, gribiche, ecc.
Menon è quello che lo usa più frequentemente (ragoûts, pieds de mouton à la ravigotte). Nel 1755, egli fornisce le seguenti ricette.
- Salsa Ravigotte [calda].Prendere uno spicchio d'aglio tagliato a filetti, cerfoglio, insalata, dragoncello, crescione, zibetto, [...]. spremere, mettere in infusione per una buona ora in un bicchiere di consommé caldo senza far bollire, passare al setaccio, aggiungere alla salsa un panetto di burro mescolato con farina, sale, pepe, legare al fuoco, servire con succo di limone, come nel dizionario di Henri-Simon-Pierre Gissey (1750)[5] (Menon dà una salsa bacchica à la ravigote nel 1749 dove il brodo è sostituito da vino bianco e brodo di vitello)[6].

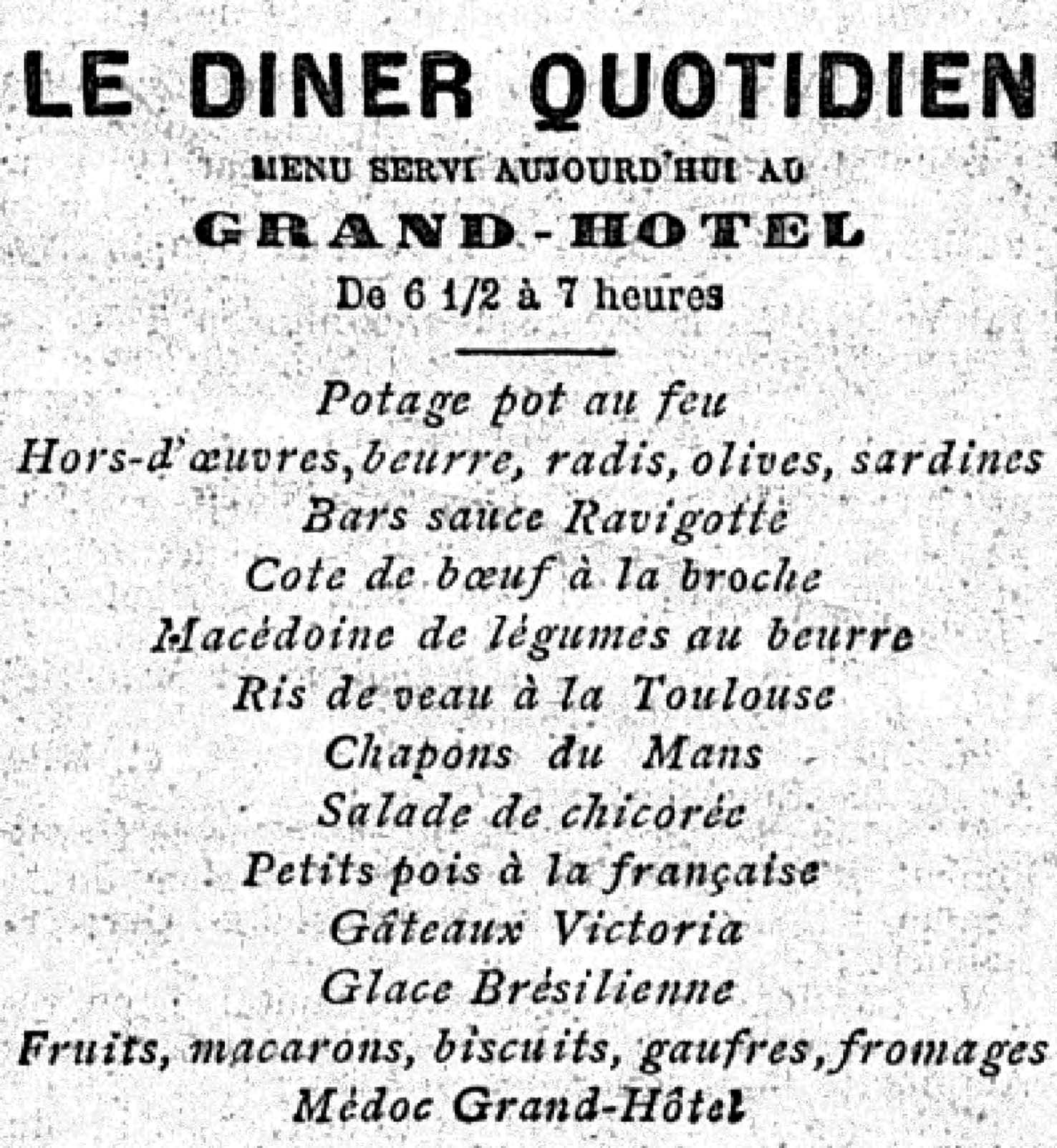
Menu del Grand Hôtel pubblicato da Le Figaro del 30 agosto 1886 con Ravigoté.

- Ravioli freddi. Prendere mezza pianta di sedano rapa, erba cipollina, due scalogni, uno spicchio d'aglio, un'acciuga, capperi, dragoncello, cerfoglio, crescione, insalatina; schiacciare, setacciare, aggiungere senape, aceto, olio, sale, pepe, servire freddo come remoulade[8].

La differenza con la remoulade è l'assenza di uova. La versione piccante di Menon è al limone, non all'aceto. Queste due ricette coesisteranno a lungo. Alexandre Dumas ha dato a entrambe le ravigotes la versione fredda con il nome di ravigote à l'huile. Carême fornì ravigotes primaverili calde (grasse e magre con glassa di pesce) e la “magnonaise à la ravigote printanière” fredda. Questa salsa deve essere verde primavera”, dice.
Favre descrive l'apparato di ravigote (cerfoglio, dragoncello, insalata, finocchio verde, erba cipollina, spinaci, aglio, noce moscata, mirto, capperi, cetriolini, nasturzi sott'aceto), che utilizza in quattro salse: ravigote alla maionese (con uovo), ravigote calda o vert-pré e ravigote alla veneziana. Nel 1912, nella sua Guide culinaire, Escoffier descrive una ravigote a base di vino bianco, aceto e una velouté calda rifinita con scalogno, cerfoglio, dragoncello ed erba cipollina (“questa salsa accompagna il pollame bollito”) e e la salsa ravigote, o vinaigrette, che è un condimento senza senape con capperi, prezzemolo, cerfoglio, dragoncello, erba cipollina e cipolla tritata finemente.
Oggi Michel Maincent-Morel (La Cuisine de référence, 2015) suggerisce una vinaigrette con capperi tritati, cipolle tritate ed erbe fresche tritate.